# Ariel Gravano
Ariel Gravano (14 de diciembre de 1947, en Avellaneda (Buenos Aires),es un cantante de música folklórica de Argentina, con registro de barítono alto, que integra el Quinteto Tiempo. Escribió el libro El silencio y la porfía, sobre la evolución de la música popular en Argentina. Es doctor en Ciencias Antropológicas.

## Trayectoria
Ariel Gravano ingresó en 1970 al Quinteto Vocal Tiempo, un grupo de La Plata fundado en 1966, en reemplazo de Guillermo Masi, quedó integrado en ese momento por el propio Larumbe, junto a Alejandro Jáuregui, Eduardo Molina, Rodolfo Larumbe y Alfredo Sáenz.
En 1970 grabaron su primer simple, para el sello Musicamundo, con los temas "La raíz de tu grito" y "Te recuerdo Amanda" (Víctor Jara). Ese año grabaron "Canción con todos" junto a César Isella, autor de la música.
En abril de 1971 obtuvieron el tercer premio en el Primer Festival de la Nueva Canción Argentina con los temas "Poema para despertar a un niño" de Alfredo Rubio y Jorge Cumbo. Grabaron "Breve historia de Juan" con Chañy Suárez y César Isella, incluido en el álbum Hombre en el Tiempo de este último; participaron en el espectáculo Las Ruinas del Olvido, de Armando Tejada Gómez en las Misiones Jesuíticas de San Ignacio.
Luego de algunos cambios de integrantes, en 1971 la formación se estabilizó con Gravano y Jáuregui, Molina, Larumbe, Santiago Suárez y Larumbe, con la dirección de Carlos Groisman. Esta formación se mantendría estable y sin cambios, circunstancia inusual entre los grupos musicales.
En 1972 adoptaron el nombre Quinteto Tiempo y grabaron su primer álbum El río está llamando (1973), tomado del título de una canción de Julio Lacarra sobre la insurrección popular conocida como el Cordobazo.
A partir de 1975 y sobre todo con la dictadura instalada en 1976 el grupo sufrió amenazas y censura, lo que le impidió difundir su trabajo en Argentina. Con esas restricciones grabaron entre 1975 y 1982 cinco álbumes y participaron en festivales internacionales y trabajos en conjunto con otros importantes artistas latinoamericanos.
En 1984, con la recuperación de la democracia en Argentina, volvieron a lanzar un álbum en su país, su séptimo trabajo propio, titulado Quinteto Tiempo. Desde entonces se destacó su obra de difusión de la nueva canción latinoamericana (Vamos a andar) y Quinteto Tiempo canta a Armando Tejada Gómez (2002).

## Obra

### Álbumes

#### Con el Quinteto Tiempo
1. El río está llamando, EMI-Odeón, Buenos Aires, 1973
2. Quinteto Tiempo Vol 2, EMI-Odeón, Buenos Aires, 1975 (prohibido en Argentina y distribuido sólo en el exterior)
3. El pueblo unido, Amiga RD, Alemania, ? (prohibido en Argentina y distribuido sólo en el exterior)
4. Quinteto Tiempo Vol 3, EMI-Odeón, Buenos Aires, 1975 (prohibido en Argentina y distribuido sólo en el exterior)
5. Canto del pueblo argentino, Love Records, Finlandia, 1978
6. De lejos vengo, Yasi Musical, Paraguay, 1982
7. Quinteto Tiempo, EMI, 1984
8. Vamos a andar, Todas las voces
9. ...y otras pasiones,
10. Somos lo que éramos, Fonocal, 1993
11. QT canta a Armando Tejada Gómez, Fonocal, 2002
12. Éramos lo que somos, Fonocal
13. Vivo, Fonocal, 2004
14. Antológico, Fonocal, 2006

### Libros
| Año  | Título | Editorial                                                  | Detalles/ISBN                                                                                    |
| ---- | --- | ---------------------------------------------------------- | ------------------------------------------------------------------------------------------------ |
| 1985 | El silencio y la porfía | Corregidor                                                 | Buenos Aires. 240 pp. ISBN 950050379                                                             |
| 1989 | La cultura en los barrios | Centro Editor de América Latina                            | BA. 32 pp. Volumen 23 de Conflictos y procesos de la historia argentina contemporánea            |
| 1991 | Barrio Sí, Villa También: Dos estudios de antropología urbana sobre producción ideológica de la vida cotidiana                                         | Centro Editor de América Latina                            | Con Rosana Güber. BA. 108 pp. ISBN 9789502515892 Colección Biblioteca Política Argentina N.º 320 |
| 1995 | Miradas Urbanas, Visiones Barriales. Diez Estudios de Antropología Urbana Sobre Cuestiones Barriales en Regiones Metropolitanas y Ciudades Intermedias | Nordan Comunidad                                           | (Compilador) BA. 286 pp. ISBN 9789974420304                                                      |
| 2003 | Antropología de lo barrial. Estudios sobre producción simbólica de la vida urbana                                                                      | Espacio editorial                                          | Buenos Aires. 290 pp ISBN 9789508021724                                                          |
| 2005 | El barrio en la teoría social | Espacio Editorial. Colección Ciencias sociales             | Buenos Aires. 200 pp. ISBN 950-802-215-9                                                         |
| 2005 | Imaginarios sociales de la ciudad media. Emblemas, fragmentaciones y otredades urbanas, estudios de Antropología Urbana                                | Red de Editoriales Universitarias Nacionales               | (con Silvia Boggi)Tandil. 183 pp. ISBN                                                           |
| 2006 | “La cultura como concepto central de la Antropología”, en Apertura a la antropología. Alteridad, cultura, naturaleza humana                            | Proyecto editorial. Colección Cuadernos de Antropología    | María Cristina Chiriguini (compiladora). Bs. As. 735 pp.                                         |
| 2013 | Antropología de lo urbano | UNICEN (Universidad del Centro de la Provincia de Bs. As.) | Tandil. 216 pp. ISBN 9789506583293                                                               |